# Dolnje Ložine
Dolnje Ložine – wieś w Słowenii, w gminie Kočevje. W 2018 roku liczyła 164 mieszkańców.